# Oslofjorden
Oslofjorden är en fjord av Skagerrak i sydöstra Norge. Den sträcker sig cirka 100 kilometer från Færder fyr till Oslo. Inklusive den från Oslo sydgående fjordarmen Bunnefjorden har den en total längd av cirka 120 kilometer.
Fjorden är Norges femte längsta fjord och en viktig transportled för skeppstrafik. Den är dessutom ett viktigt rekreationsområde, med både båtliv, fritidshus och 40 % av Norges befolkning bor inom 45 min avstånd från fjorden
, med Oslo som största tätort.

## Geografi
Fjorden ligger i fylkena Oslo, Akershus, Buskerud, Vestfold och Østfold.

### Geologi
Oslofjorden har bildats i en förkastningszon, som därefter fördjupats under senare istider. Den östligt liggande förkastningen följer i stort sett Oslofjordens östkant, där den sammanfaller med gränsen för Oslofältets olika bergarter.
Trots namnet är inte Oslofjorden någon utpräglad fjord i strikt geologisk betydelse då den har en otydlig fjordtröskel. Trots detta anges den ibland som en "typisk tröskelfjord".

### Olika delar
Oslofjorden smalnar av en bit söder om Oslo, söder om Oscarsborg. Detta delar av fjorden i en inre (nordlig) och yttre (sydlig) del. En västlig del av den yttre fjorddelen benämns Drammensfjorden.
I söder vidgas fjorden successivt, och dess fjordsidor går successivt över i det norska Sørlandet i väster och den bohuslänska kusten och skärgården i öster. Færder fyr anses ibland som sydgräns för Oslofjorden.
Den yttre delen av fjorden är mellan 10 och 20 kilometer bred, och längst i söder är gränsen mot det öppna havet osynlig. Den inre delen av fjorden, norr om de cirka 1 kilometer breda sunden vid Drøbak, är cirka 3–7 kilometer bred.
Eftersom övergången till Skagerrak är stegvis, finns en mängd olika uppgifter om Oslofjordens längd. Från Færder till Oslo är det cirka 100 km. Ytterligare 20 km kan läggas till, om man räknar längden på den innersta delen av fjorden, som vid Oslo viker av mot söder och öster om Nesodden. Även längduppgifter uppemot 160 km förekommer.
Fjordförgreningar
- Inre Oslofjorden
  - Vestfjorden
  - Bunnefjorden
- Drøbaksund
- Yttre Oslofjorden
  - Krokstadfjorden
  - Kurefjorden
  - Værlebukta
  - Sandebukta
  - Drammensfjorden
  - Mossesund

### Vattendrag och vatten
Flera större vattendrag rinner ut i Oslofjorden. Drammenselva och Glomma mynnar båda i den yttre delen av fjorden. Dessa är Norges två mest vattenrika älvar, och Glomma är landets längsta vattendrag.
I den inre delen av fjorden finns flera djupa områden, där vattnet dock är syrefattigt. Utläpp av kemikalier och avfall försämrar ytterligare vattenkvaliteten.

## Sido- och delfjorder
- Yttre Oslofjorden
  - Krokstadfjord
  - Kurefjord
  - Værlbuktanen
  - Sandebukta
  - Drammenselva
  - Mossesund
- Drøbaksund
- Inre Oslofjorden
  - Vestfjord
  - Bunnefjord

## Historia och befolkning
I äldre tid kallades områdena runt Oslofjorden och den angränsande delen av Skagerrak för Viken. Denna benämning kan ha givit upphov till begreppet viking.
Själva fjorden hette dock  Fold eller Foldin. Av detta har bildats namnen på de två fylkena på båda sidor om den yttre fjorddelen – Vestfold och Østfold.
Området runt Oslofjorden är Norges mest tättbefolkade. Cirka 2,2 miljoner människor bor i kommuner som gränsar till fjorden, inklusive 22 tätorter som kan nås med båt.

### Användning
De många bosättningarna runt Oslofjorden medför en livlig färjetrafik över fjorden. Färjor går bland annat mellan Sandefjord och Strömstad, samt mellan Moss och Horten. Både som färje- och transportled med fraktfartyg är fjorden den mest trafikerade i Norge.
Den folkrika Osloregionen har ökat behovet av goda transporter även utan propeller. Sedan år 2000 kan man åka bil genom Oslofjordstunneln under fjorden mellan Drøbak i Frogns kommun och Storsand i Askers kommun. Den drygt 7 kilometer långa tunneln är dragen på det smalaste stället i fjorden, och den går på det djupaste stället 134 meter under fjordens vattenyta; största väglutning inuti tunneln är 7 procent.
Fjorden drar till sig en mängd både badande och seglande turister. I fjordområdet finns en stor mängd sommarstugor.

## Bildgalleri

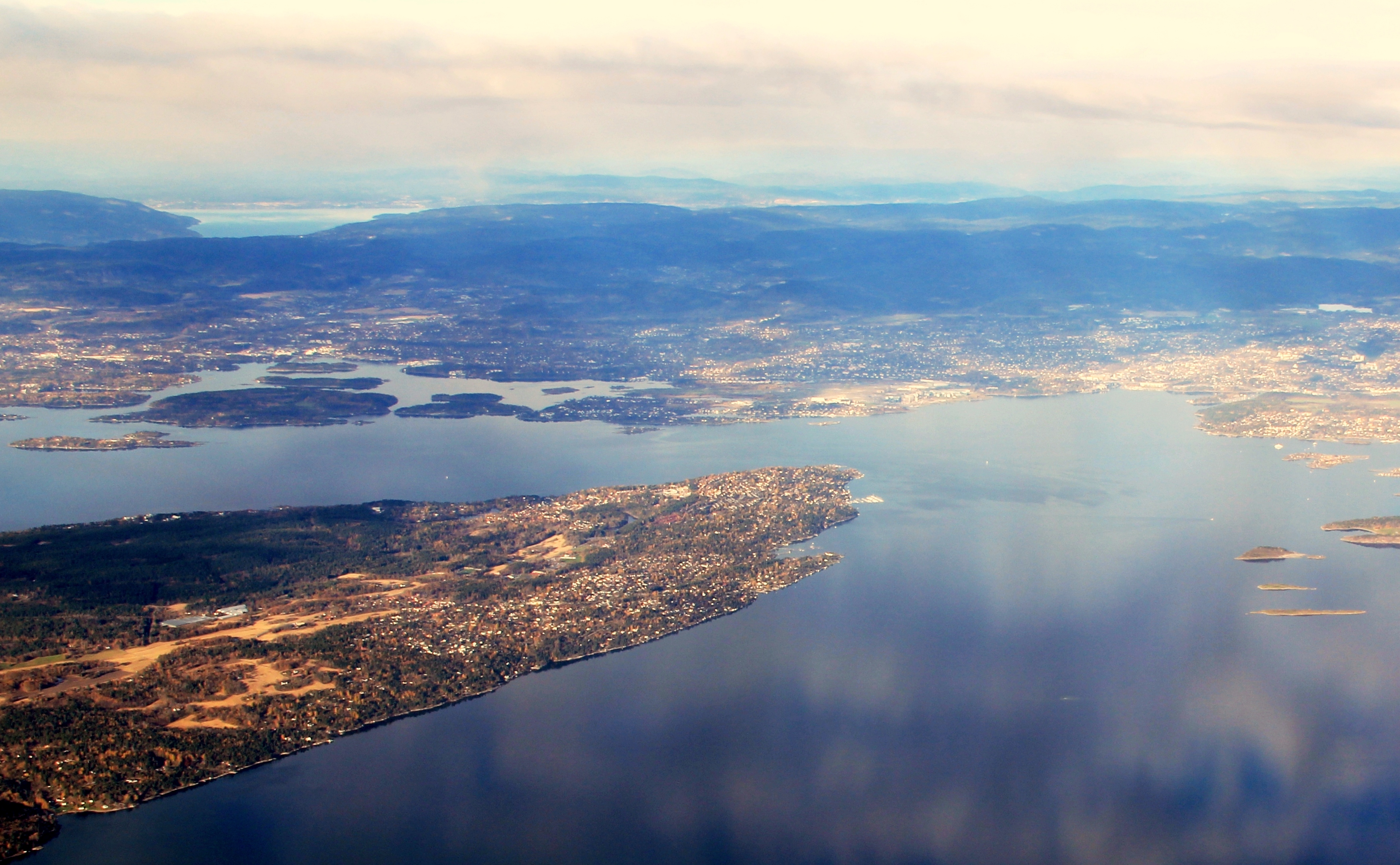
Flygfoto över Oslo med omgivningar, i fjordens norra ände.
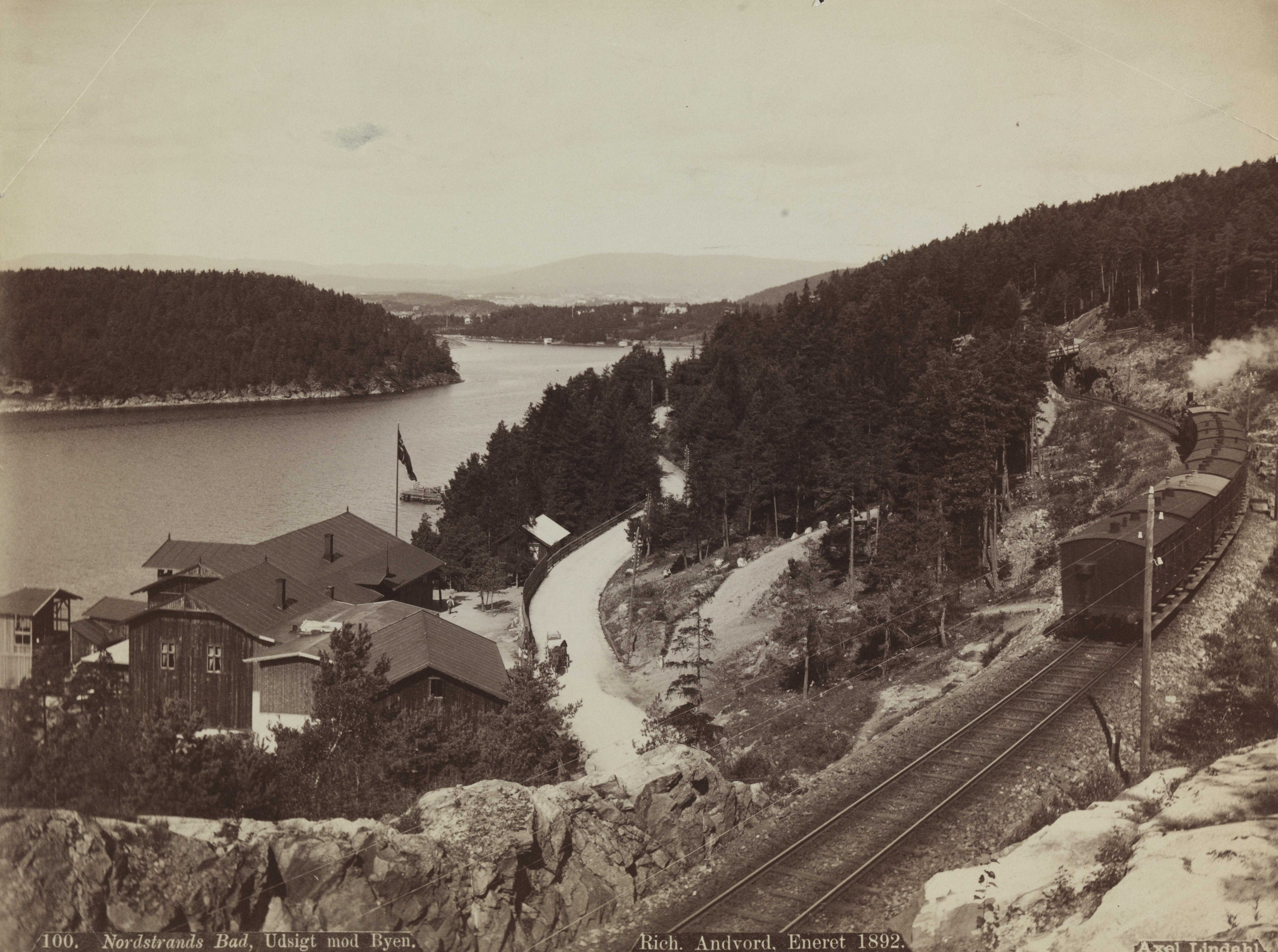
Vy in mot Oslo från Oslo (1892).
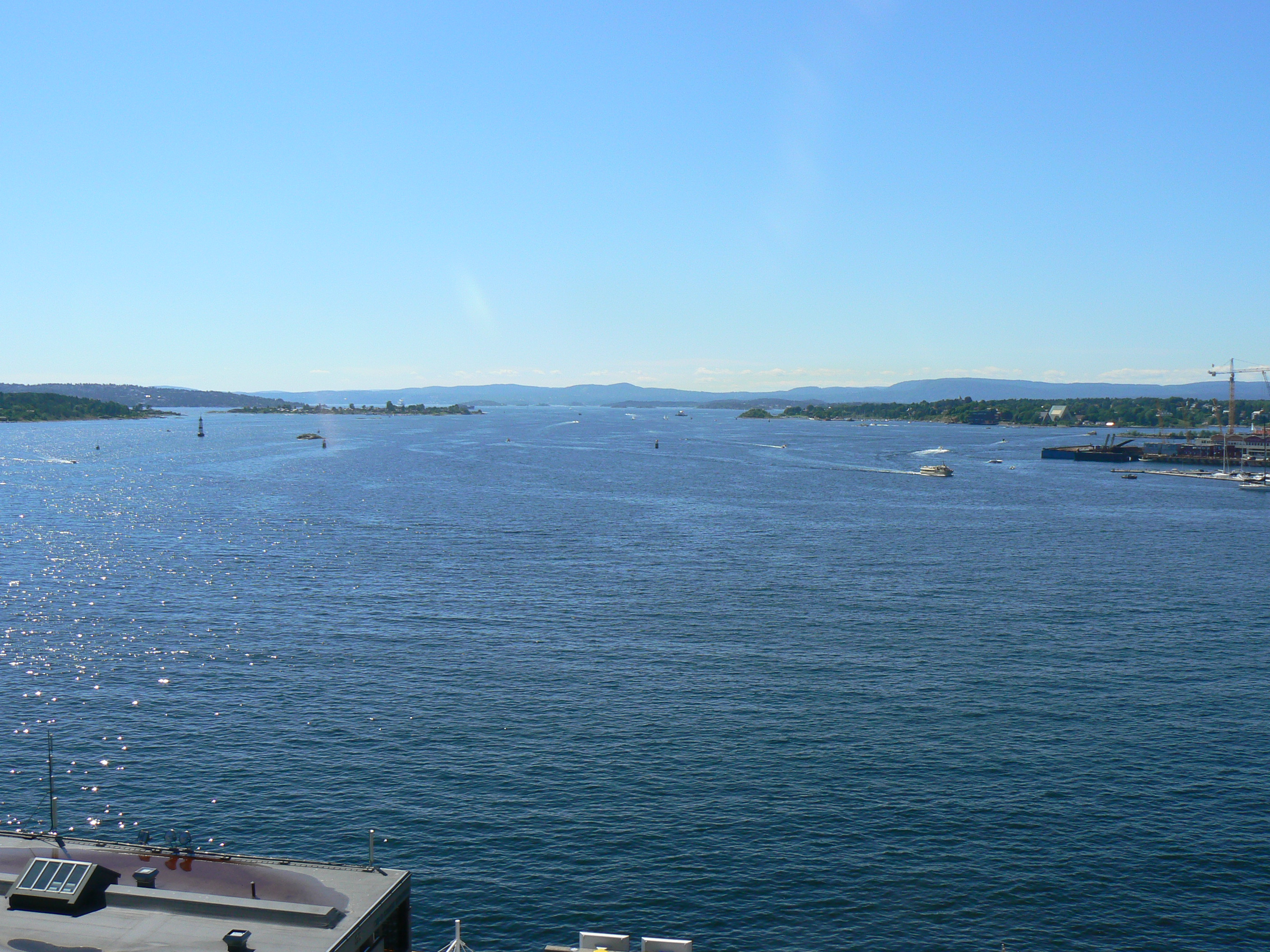
Oslofjorden – vy söderut från Oslo (juli 2008).
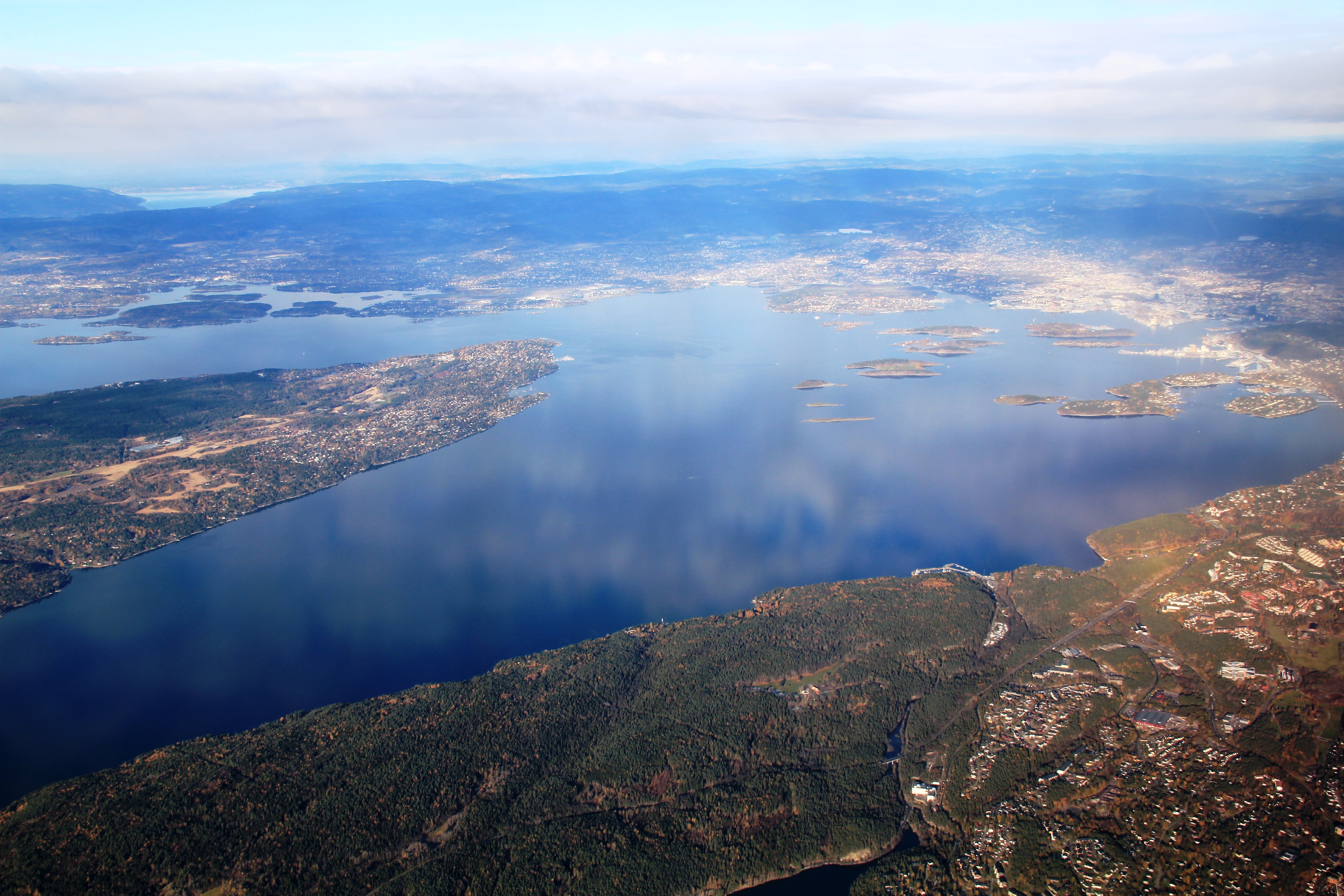
Flygfoto över den inre delen av Osjofjorden (oktober 2010).